# アズミ・ハルコは行方不明
『アズミ・ハルコは行方不明』（アズミ・ハルコはゆくえふめい）は山内マリコによる小説。2013年、幻冬舎より刊行された。2016年に映画化された。

## 書誌情報
- 単行本 - 2013年12月19日発売、幻冬舎、ISBN 9784344025103
- 文庫本 - 2015年10月20日発売、幻冬舎文庫、ISBN 9784344424050

## 映画
同名タイトル（英語題：Japanese Girls Never Die）の映画が製作されている。2016年公開のラブサスペンス映画で、PG12指定。第29回東京国際映画祭にてコンペティション部門にノミネートされた作品である。監督は『男子高校生の日常』、『スイートプールサイド』、『ワンダフルワールドエンド』と『私たちのハァハァ』でTAMA映画賞最優秀新進監督賞を受賞した松居大悟。主演は7年ぶりに映画単独主演を果たす蒼井優。シンガーソングライターの石崎ひゅーいは映画初出演作となる。

### ストーリー
街中に突如現れた女の顔のグラフィティアート。無差別で男をボコる謎の女子高生集団。OL安曇春子が失踪した事件と関係はあるのか？「アラサー・ハタチ・女子高生」三世代の女性たちの生き様を浮き彫りにした青春サスペンスラブストーリーが展開する。グラフィティを拡散する「キルロイ」のポップでスパーキングなアートは人々を魅了していった。様々な人間関係と時間が交錯するなか、やがてアズミ・ハルコが行方不明になる原因が紐解かれていく事になる。

### キャスト
安曇春子
演 - 蒼井優（幼少期：豊嶋花）
主人公。行方不明の28歳のOL。みーちゃんという猫を飼っている。
木南愛菜
演 - 高畑充希
成人式を迎えた好奇心旺盛な20歳のギャル。中学時代の同級生ユキオと再会。
富樫ユキオ
演 - 太賀
大学を中退し帰郷。愛菜と学と顔写真のグラフィティを拡散するキルロイチームを結成。
三橋学
演 - 葉山奨之
キルロイに加わる同級生の青年。哲学的なところがあり、人生を模索している。
曽我雄二
演 - 石崎ひゅーい
春子の向かいの家に住んでいる同級生。自由奔放な性格。
今井えり
演 - 菊池亜希子
春子の同級生。キャバクラで働く愛菜の先輩。
吉澤ひろ子
演 - 山田真歩
春子が務める会社の同僚。上司からセクハラを受けている。
川本
演 - 落合モトキ
春子の同級生。コンビニのカリスマ店員。
杉崎ひとみ
演 - 芹那
春子の同級生。既婚者。
少女ギャング団リーダー
演 - 花影香音
無差別に男をボコるJKリーダー。
津川ジロー
演 - 柳憂怜
キルロイの作品に興味を持つアートディレクター。
社長
演 - 国広富之
春子の勤務先の社長。嫌味な言動が多い。
警官・沢井
演 - 加瀬亮
優秀だが、職務中に何かしら食べ物を口にしている。

### スタッフ
- 監督 - 松居大悟
- 原作 - 山内マリコ
- 脚本 - 瀬戸山美咲
- エグゼクティブプロデューサー - 大田憲男、藤本款、伊藤久美子、小西啓介、本田晋一郎
- プロデューサー - 枝見洋子
- 共同プロデューサー - 平野宏治、深瀬和美
- 編集 - 小原聡子
- 撮影 - 塩谷大樹
- 照明 - 西田まさちお
- 録音 - 矢野正人、加来昭彦
- 美術 - 高橋達也
- 装飾 - 鈴木伸弥
- スタイリスト - 纐纈春樹
- 衣裳 - 星野恵理
- ヘアメイク - 末武美穂
- 音楽 - 環ROY
- 主題歌 - チャットモンチー[3] 「消えない星」[4]
- 劇中アニメーション - ひらのりょう
- 助監督 - 畑井雄介
- 制作担当 - 丸山陽介
- 配給 - ファントム・フィルム
- 製作 - 映画「アズミ・ハルコは行方不明」製作委員会（福岡放送、クロックワークス、イトーカンパニー、ファントム・フィルム、プラスディー）

### 封切り
2016年12月3日より、新宿武蔵野館ほか全国公開。2016年10月30日・11月1日第29回東京国際映画祭にてコンペティション部門上映。

### 評価
第29回東京国際映画祭コンペティション部門に出品された。

### ダウンロード配信
映画『アズミ・ハルコは行方不明』グラフィティアート作製オリジナル公式アプリ（iPhone,iTunes専用）